# New York City Police Museum
Le New York City Police Museum est un musée de New York consacré au New York City Police Department. Il est situé dans le quartier de Lower Manhattan, au sud de l'île, à proximité de Wall Street et du South Street Seaport. 

## Historique
Fondé en 1999, le New York City Police Museum retrace l'histoire de la police de la ville, créée en 1845. Il propose notamment une exposition baptisée « Mur des héros » (Wall of heroes) qui commémore les policiers morts durant leur service, et en particulier lors des attentats du 11 septembre 2001.